# Gilles Peterson
Gilles Peterson nació en Caen el 28 de septiembre de 1964 (60 años). Es un deejay muy conocido y propietario de sellos musicales en Londres (Reino Unido).

## Historia
A través de sus dos marcas de fábrica musicales Acid Jazz y Talkin Loud y después de Kiss FM, se le ha propuesto trabajar en la BBC por sus cualidades y por su radio “joven”.
En 1986, obtuvo su primera emisión en la radio publica de Londres, BBC Radio Londres y creó un club en Camden. En 1988, él y Eddi Riller fundaron el sello musical Acid Jazz Records, una marca famosa e influyente en la que se incluyen Brand New Heavies, Jamiroquai, Corduroy, James Taylor Quartet y Snowboy.
En 1990, deja Acid Jazz y funda Talkin Loud. Ese sello musical produce artistas como Courtney Pine, MJ Cole, The Young Disciples, Reprazent, 4hero, Incognito, Terry Callier, Galliano y muchos otros.
Es también productor de muchas mezclas: Incredible Sound, In Brazil, In África, Gilles Peterson Digs America, The BBC Sessions
En 2013, prestó su voz y se convirtió en el DJ de la radio ficticia de Grand Theft Auto V Worldwide FM.
En 2016, lanzó la estación de radio en línea Worldwide FM con el cofundador de Boiler Room y presentador original Thristian Richards.  También presenta mezclas y música nueva en su página de SoundCloud , donde tiene más de tres millones y medio de seguidores. Está detrás de varios eventos que celebran la música que apoya a través de sus sesiones de DJ y programas de radio. Desde 2005, ha sido anfitrión de los premios mundiales anuales en Londres y el festival mundial en Sète. En 2019, lanzó el nuevo festival We Out Here en el Reino Unido.

## Difusión
- BBC Radio 6 Music en Reino Unido / BBC Radio 6 Music
- Radio Nova en Francia / Nova Planet Radio Archivado el 25 de enero de 1999 en Wayback Machine.
- RDB multikulti en Alemania.
- WDB Funkhaus Europa en Alemania.
- Arow Jazz FM en los Países Bajos.
- J-Wave (JOAV) en Japón.
- Studio Bruselas en Bélgica www.stubru.be
- FM4 en Austria.